# Nicklas Rudolfsson
Ing Leif Nicklas Rudolfsson (född 27 september 1974) är en svensk musiker, låtskrivare och producent med rötterna i Ljungskile i Uddevalla kommun. Han växte upp på Bakeröd gård i Grinneröd, strax söder om Ljungskile. Nicklas är en profil inom den internationella undergroundscenen för extrem metal, särskilt inom genrerna death metal och doom metal.
Med en musikalisk karriär som sträcker sig över fyra decennier har Nicklas varit involverad i ett stort antal band och projekt. Han har medverkat på över 40 albumutgåvor samt ett flertal EP-skivor och singlar, både som instrumentalist, vokalist och producent.
Han är främst känd för sitt långvariga arbete med banden Runemagick och The Funeral Orchestra, men är även aktiv i andra konstellationer som Unformulas, Doula Infernum och ett flertal experimentella samarbeten – bland annat med artisten Lussidotter, baserad i Berlin. Samt soloprojektet NIRU.
Nicklas var tidigare gift med Emma Rudolfsson, och under flera år spelade de tillsammans i både Runemagick och The Funeral Orchestra. På det senaste albumet med Runemagick spelar Nicklas samtliga instrument själv, kompletterat med ett antal inbjudna gästartister.
Utöver sin musikaliska verksamhet har Rudolfsson även gett ut boken Hávamál för vår tid – Insikter från Den Höges Sång, där han tolkar Erik Brates klassiska översättning av Hávamál och anpassar den för en mer modern kontext.

## Nuvarande aktiva band och projekt
- Runemagick (death/doom metal)
- The Funeral Orchestra (doom metal)
- Unformulas (death metal)
- NIRU (pagan dark ambient)
- Draugurinn & Niru (dark ambient, industri, slagverk)
- Niru & Lussidotter (metal, dark ambient, poesi)
- Doula Infernum (dark ambient, folk, mörk metal)
- Dödsvaka (tung metal)

## Sporadiskt aktiva band och projekt
- Visionary Vexations Vibrations (dark ambient)
- Necrocuse (death metal)
- Domedag (metal)

## Tidigare band och projekt (urval)
- Rapid Terrör (speed metal)
- Sword Master (thrash/death metal)
- Deathwitch (thrash/black/death metal)
- Masticator (death metal)
- Rotified (death metal)
- Neurotic (death metal)
- Blasfemia (death/black metal)
- Sacramentum (death/black metal)

## Producent, ljudtekniker (urval)
- Nifelheim - Satanatas (mastring)
- Funeral - Forgotten Abominations (ljudtekniker)
- Soulreaper - Life Erazer (inspelningstekniker)
- Melechesh - Sphynx (inspelningstekniker)